# Propulsor

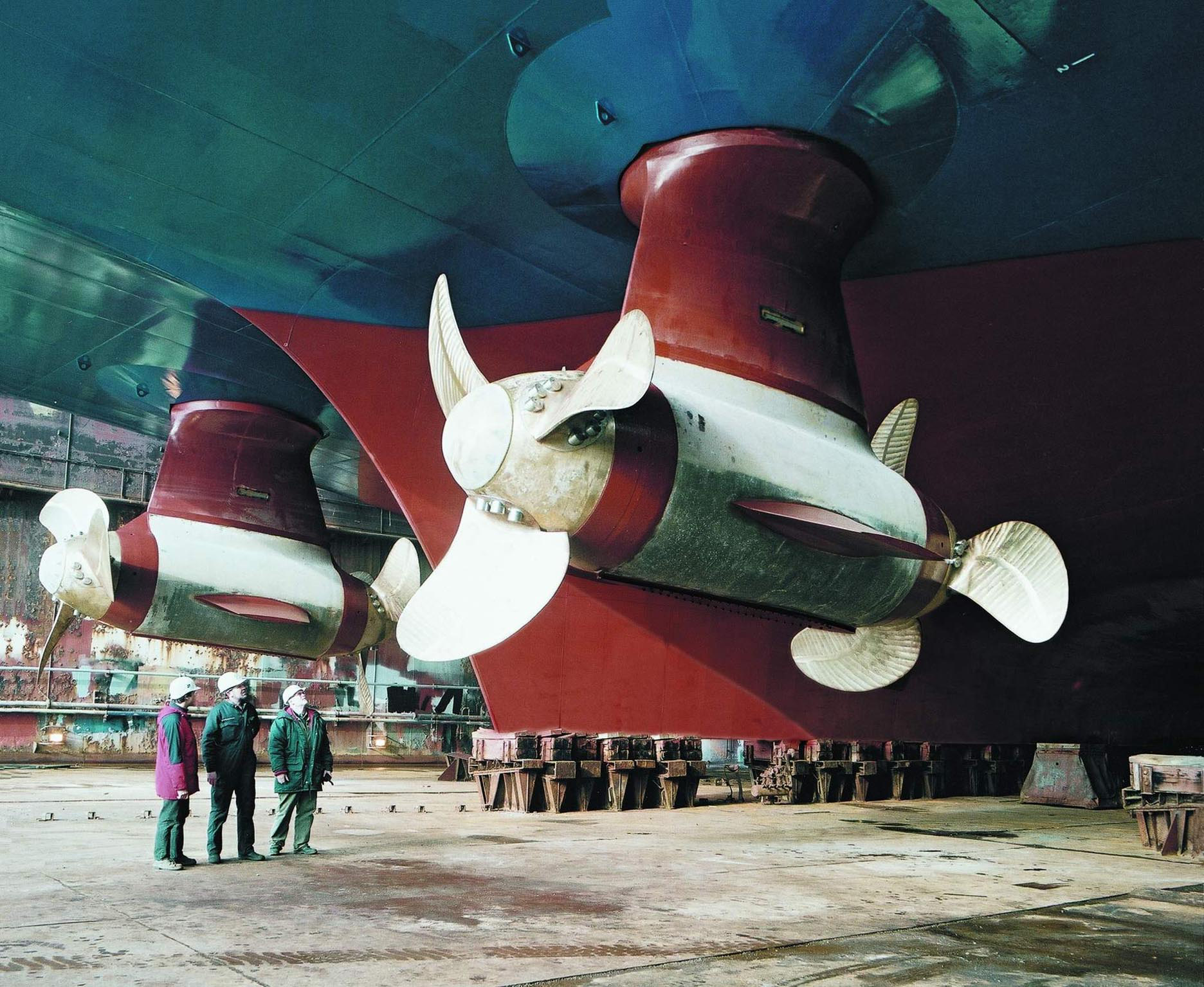
Mecanismo de propulsão de um navio

O propulsor é um equipamento que, feita em sua maior parte por materiais metálicos, é usado mormente em veículos de locomoção, para gerar o seu empuxo. Como exemplo geral, temos embarcações, aviões, helicópteros e foguetes. 
Este empuxo é cometido pelo propulsor mediante fontes de energia, que participam do processo de combustão ou transformação química. Este é obtido conforme a terceira lei de Newton, pela diferença da quantidade de movimento aliada ao fluxo de entidades químicas e físicas energizadas (materia, ondas, íons ou campos magnéticos) que passam pelo propulsor. Por meio do Efeito Joule
Construtivamente são compostos de um cubo (conectado ao eixo propulsor) ao qual  um core (núcleo) é encarregado de gerar energia propulsora.

## Tipos de geradores
Por energia animal
Usa-se a força muscular (ATP). A mais primitiva forma de propulsão. Como exemplo, temos o moinho puxado por animais de carga.
A energia eólica (por meio do vento)
No caso de estruturas feitas para movimento em terra, temos as propulsões por meio de pás, como ocorre nas embarcações. Para bom aproveitamento, o número mínimo é de duas pás, por questões de balanceamento dinâmico, e normalmente tem um número máximo de seis, embora não haja limitação do número máximo.

## Funcionamento
Cada pá é construída como uma composição de perfis de aerofólio. Eles variam em passo, corda e espessura ao longo  do raio embora costumem ter o mesmo desenho básico. Um perfil bastante comum usado no meio naval é o NACA66, por apresentar boas características com relação à cavitação.
Assim o empuxo em uma segunda análise é fornecido por efeito aerodinâmico. Tal como nos perfis de asa, o fluido ao passar pelo perfil é acelerado na parte "superior" dele, criando assim uma diferença de pressão entre a parte superior e inferior, conforme pode-se previsto pelo Teorema de Bernoulli. Essa diferença de pressão multiplicada pela área e projetada na direção do escoamento fornece o empuxo. E a parcela projetada vetorialmente na direção tangencial ao raio, fornece o torque necessário.

## Tipos de propulsores

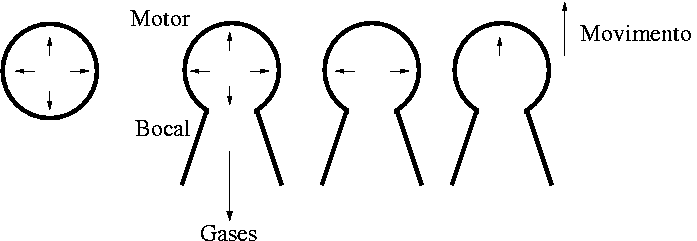
Princípio de funcionamento do motor de foguete: os gases expelidos pelo bocal provocam um movimento para cima por reação

- a combustão química (reações que geram calor, ou expandem-se em gases);

- a interações por magnetismo;

- a jato: melhoria da energia eólica, envolvendo-se pás. É muito usado em aviões comerciais;

- a empuxo por nuclear (por meio da radiação);

- a energia solar: A energia necessária para locomoção vem de ventos solares, partículas com teor radioativo. Na área aeroespacial, busca-se usar este tipo de propulsão para navegar no espaço, usando a energia do sol (ver sailing);

- o Propulsor de íons: tecnologia que é o ponto de partida às viagens espaciais e que lança partículas (íons) mediante a energia elétrica.